# クヴィースラヴァトン湖
クヴィースラヴァトン (氷語: Kvíslavatn) はアイスランドの湖である。

## 概要
クヴィースラヴァトンはアイスランド中央高地を走るスプレィンギサンドゥル道路の西側にあり、ホーフス氷河の南東である。面積は約 20 km² である。